# Макшамбе Юнга-Муані
Макшамбе Юнга-Муані (фр. Macchambes Younga-Mouhani, нар. 1 серпня 1974, Лубомо) — конголезький футболіст, що грав на позиції півзахисника за низку німецьких клубних команд, а також за національну збірну Конго.

## Клубна кар'єра
У дорослому футболі дебютував 1992 року виступами на батьківщині за команду «Дьябль Нуар».
1994 року перебрався до Німеччини, приєднавшись до нижчолігового «Дурена», звідки вже за рік перебрався до «Боруссії» (Менхенгладбах). У сезоні 1995/96 дебютував у її складі в іграх Бундесліги, а наступного року грав на тому ж рівні за «Фортуну» (Дюссельдорф). 1997 року «Фортуна» понизилася в класі до другого німецького дивізіону і більше конголезець у Бундеслізі не грав.
Після дюссельдорфської «Фортуни» у 1998—2000 роках він пограв також на рівні другого дивізіону за «Фортуну» з Кельна, а протягом 2000-х виступав здебільшого на рівні третього німецького дивізіону, де встиг пограти за «Вакер» (Бургхаузен), «Рот-Вайс» (Ессен) та «Уніон» (Берлін). За останню команду у 2009—2011 роках ще два сезони відіграв у Другій Бундеслізі.
Завершив ігрову кар'єру у сезоні 2011/12 років виступами за «Егберг-Беек» у шостому німецькому дивізіоні.

## Виступи за збірну
1992 року дебютував в офіційних матчах у складі національної збірної Конго.
У складі збірної був учасником Кубка африканських націй 2000 року у Гані та Нігерії.
Загалом протягом кар'єри в національній команді, яка тривала 9 років, провів у її формі 16 матчів, забивши 3 голи.
| Дата       | Місто        | Господарі                  | Результат | Гості                      | Турнір                                  | Голи | Примітки    |
| ---------- | ------------ | -------------------------- | --------- | -------------------------- | --------------------------------------- | ---- | ----------- |
| 24-10-1992 | Йоганнесбург | Південно-Африканський Союз | 1 – 0     | Республіка Конго           | Відбір до ЧС 1994                       | -    |             |
| 20-12-1992 | Пуент-Нуар   | Республіка Конго           | 0 – 1     | Нігерія                    | Відбір до ЧС 1994                       | -    | 65'         |
| 31-01-1993 | Пуент-Нуар   | Республіка Конго           | 0 – 1     | Південно-Африканський Союз | Відбір до ЧС 1994                       | -    | 80'         |
| 16-10-1994 | Фрітаун      | Сьєрра-Леоне               | 3 – 2     | Республіка Конго           | Відбір до Кубка африканських націй 1996 | -    |             |
| 02-06-1996 | Браззавіль   | Республіка Конго           | 2 – 0     | Кот-д'Івуар                | Відбір до ЧС 1998                       | -    |             |
| 16-06-1996 | Абіджан      | Кот-д'Івуар                | 1 – 1     | Республіка Конго           | Відбір до ЧС 1998                       | -    |             |
| 25-08-1996 | Ломе         | Того                       | 1 – 0     | Республіка Конго           | Відбір до Кубка африканських націй 1998 | -    |             |
| 06-04-1997 | Пуент-Нуар   | Республіка Конго           | 2 – 0     | ПАР                        | Відбір до ЧС 1998                       | 2    | 46' 60' 64' |
| 08-06-1997 | Пуент-Нуар   | Республіка Конго           | 1 – 0     | ДР Конго                   | Відбір до ЧС 1998                       | 1    | 28' 60'     |
| 16-08-1997 | Йоганнесбург | ПАР                        | 1 – 0     | Республіка Конго           | Відбір до ЧС 1998                       | -    |             |
| 16-08-1998 | Пуент-Нуар   | Республіка Конго           | 0 – 0     | Чад                        | Відбір до Кубка африканських націй 2000 | -    |             |
| 24-01-1999 | Пуент-Нуар   | Республіка Конго           | 0 – 0     | Малі                       | Відбір до Кубка африканських націй 2000 | -    |             |
| 28-02-1999 | Пуент-Нуар   | Республіка Конго           | 1 – 0     | Кот-д'Івуар                | Відбір до Кубка африканських націй 2000 | -    | 68'         |
| 06-06-1999 | Бамако       | Малі                       | 3 – 1     | Республіка Конго           | Відбір до Кубка африканських націй 2000 | -    | 40'         |
| 25-01-2000 | Лагос        | Марокко                    | 1 – 0     | Республіка Конго           | Кубок африканських націй 2000           | -    | 84'         |
| 28-01-2000 | Лагос        | Нігерія                    | 0 – 0     | Республіка Конго           | Кубок африканських націй 2000           | -    | ЖК          |
| Усього     |              | Матчів                     | 16        |                            | Голів                                   | 3    |             |